# Gambusia krumholzi
Gambusia krumholzi is een zoetwatervis, verwant aan het muskietenvisje, uit de familie Poeciliidae en de orde tandkarpers. Het is inheems in Mexico in de  Río Bravo del Norte.
Gambusia krumholzi is gemiddeld 4,0 cm en wordt niet groter dan 6 cm (vrouwtje). De soort staat als kwetsbaar op de internationale rode lijst.